# Banda do Bem
A Banda do Bem é a banda musical que acompanha a cantora Ivete Sangalo desde o início de sua carreira solo, em 1999.

## Carreira
Em 1999 Ivete Sangalo deixou os vocais da Banda Eva rumo à sua carreira solo, batizando de Banda do Bem o grupo de músicos que a acompanharia durante os shows e gravações de suas canções. Originalmente a banda foi formada por Letieres Leite (sopros e arranjos), Guiga Scott (sopros), Radamés Venâncio (teclados), Toinho Batera (bateria), Luciano Calazans (baixo), Rudney Monteiro (guitarra e direção musical), Patrícia Sampaio e Tito Bahiense (vocais), Alexandre Lins, Márcio Brasil e Fabinho Obrien (percussão). Em 2001 Gigi entra no baixo e arranjos. Em 2003 Luciano e Rudnei deixam a banda, Alexandre passa a cuidar apenas dos arranjos e produção, entrando Cara de Cobra para a percussão, além da entrada de Ferreirinha no trombone e Junior Costa na guitarra. Em 2004 Gilberto dos Santos integra a banda como segundo trompetista. Juninho desliga-se da banda em 2007, Juninho e Guiga em 2008.
Em 2010 Toinho foi dispensado depois de conflitos internos. Em 2011 Letieres Leite anuncia sua saída para se dedicar à Orkestra Rumpilezz, a qual foi fundada pelo músico. Em seu lugar entra o saxofonista alagoano Junior Maceió. Em 2013 deixam a banda Cara de Cobra, Márcio Brasil e Ferreirinha, alegando uma rotina de shows muito grande, não tendo tempo suficiente para estar com a família. Em dezembro de 2015, Fabinho pede afastamento da banda por ter desenvolvido trombose. Em fevereiro de 2016 Jaguar deixa a banda e é substituído por Léo Brasileiro.

## Integrantes

### Atuais
- Radamés Venâncio – teclados, arranjos e direção musical (1999–presente)
- Tito Bahiense – backing vocal (1999–presente)
- Gigi – baixo e arranjos (2001–presente)
- Danilo Black – backing vocal (2006–presente)
- Diego Freitas – Bateria (2010–presente)
- Junior Maceió – saxofone (2011–presente)
- Henrique Souza (Ambru) – percussão (2012–presente)
- Elbermário Barbosa – percussão (2013–presente)
- Rudney Machado – trompete (2013–presente)
- Léo Brasileiro – guitarra (2016–presente)
- Danny Nascimento backing vocal (2016–presente)

### Ex-integrantes
- Luciano Calazans – baixo (1999–2003)
- Rudnei Monteiro – guitarra (1999–2003)
- Alexandre Lins – percussão (1999–2007)
- Guiga Scott – trompete e trombone (1999–2008)
- Letieres Leite – saxofone, flauta e arranjos (1999–2011)
- Toinho Batera – bateria (1999–2010)
- Márcio Brasil – percussão (1999–2013)
- Fabinho O'Brian – percussão (1999–2015)
- Patrícia Sampaio – backing vocal (1999–2014; 2015)
- Juju Gomes – backing vocal (2001–06)
- Kacau Gomes – backing vocal (2001–06)
- Juninho Costa – guitarra (2003–2007)
- Cara de Cobra – percussão (2004–2013)
- Gilberto Santos Junior – trompete (2004–2014)
- Ferreyrinha – trombone (2006–2013)
- Jaguar Andrade – guitarra (2007–2016)
- Emerson Taquari – percussão (2010–2012)

### Linha do tempo
Não foi possível compilar a entrada EasyTimeline:

Timeline generation failed: 1 error found

Line 92:   bar:DFreitas from:05/05/2010 till:10/10/2017 color:Bateria

- PlotData invalid. Bar 'DFreitas' not (properly) defined.